# Oskar Nedbal
Oskar Nedbal (ur. 26 marca 1874 w Taborze, zm. 24 grudnia 1930 w Zagrzebiu) – czeski kompozytor, dyrygent i altowiolista.

## Życiorys
Oskar Nedbal dorastał w rodzinie adwokata i amatorskiego muzyka Karela Nedbala. Kiedy ojciec odkrył jego zainteresowanie muzyką, postanowił zapisać go do praskiego konserwatorium. Był uczniem Antona Bennewitza i Antonína Dvořáka, a także długoletnim członkiem Kwartetu Czeskiego. Pracował jako dyrygent filharmonii w Pradze i Tonkünstlerorchester w Wiedniu. Położył zasługi na polu opery i baletu. Był twórcą operetek, jego dorobek obejmuje m.in. utwory Polska krew (Wiedeń 1913) i Die keusche Barbara (Wiedeń 1911).